# David Neuberger
Pour les articles homonymes, voir Neuberger.
David Neuberger, Baron Neuberger d'Abbotsbury, (née le 10 janvier 1948 à Londres), est un juge britannique.
Il a été le Président de la Cour suprême du Royaume-Uni (en) entre 2012 et 2017.